# Projekt 1232.2 Zubr
Projekt 1232.2 Zubr (ryska: Зубр (visent), NATO-rapporteringsnamn: Pomornik-klass) är svävare avsedda för landstigning. Zubr-klassen är världens största svävare.

## Konstruktion
Strukturen består av en central ponton som ger svävaren flytkraft även utan lyftmotorerna. Pontonen utgör det huvudsakliga lastutrymmet och har en ramp i fören för att kunna landsätta fordon. På var sin sida om pontonen sitter två utriggare som innehåller lyftmotorer och -fläktar, logement, trupptransportutrymmen och vapen. Längst bak sitter tre gasturbiner (en på pontonen och en på vardera utriggaren) som driver var sin propeller med en diameter på 5,5 meter. Dessa ger svävaren tillräcklig dragkraft för att klara en uppförsbacke med 5° lutning.

## Fartyg
- MDK-51 – Skrotad.
- MDK-57 – Skrotad.
- MDK-123 – Skrotad.
- MDK-122 – Skrotad.
- MDK-50 – I tjänst i östersjöflottan. Omdöpt till Evgenij Kotjesjkov i augusti 2001.
- MDK-94 – I tjänst i östersjöflottan. Omdöpt till Mordovija i mars 2001.
- MDK-93 – Överförd till Ukraina och omdöpt till Artemivsk.
- MDK-100 – Överförd till Ukraina och omdöpt till Donetsk.
- MDK-118 – Såld till Grekland år 2000. Omdöpt till Kefaloniya.
- MDK-119 – Aldrig färdigbyggd. Skrotad 2005.
- MDK-120 – Aldrig färdigbyggd. Skrotad 2005.
- Itaki – Byggd för Grekland, levererad 3 februari 2001.
- Kerkira – Byggd för Grekland, levererad 28 maj 2001.
- Zakintos – Byggd för Grekland, levererad 25 juli 2004.

## Användare
- Rysslands flotta – Två fartyg: Evgenij Kotjesjkov och Mordovija.
- Ukrainska flottan – Två fartyg: Artemivsk och Donetsk.
- Folkets befrielsearmés flotta – Två fartyg beställda och licenser för att bygga två själva.
- Greklands flotta – Fyra fartyg: Kefaloniya, Itaki, Kerkira och Zakintos.[2]

## Fotnoter
1. ↑  Pomornik (ryska: Поморник) betyder labb.
2. ↑   The military balance 2021. 2021. ISBN 978-1-000-41545-2. OCLC 1239962384. https://www.worldcat.org/oclc/1239962384. Läst 15 september 2021